# Alien: Föld
Az Alien: Föld (eredeti cím: Alien: Earth) 2025-ben bemutatott amerikai televíziós sci-fi horrorsorozat, melyet Noah Hawley alkotott meg. Az 1979-es A nyolcadik utas: a Halál előzménytörténete, két évvel a film cselekménye előtt játszódik. A főbb szerepekben Sydney Chandler, Alex Lawther, Essie Davis, Samuel Blenkin, Babou Ceesay, Adarsh Gourav és Timothy Olyphant látható. 
Az Amerikai Egyesült Államokban az FX és az FX on Hulu, nemzetközileg (így Magyarországon is) a Disney+ tűzte műsorra 2025. augusztus 12-én.

## Összefoglaló
A Maginot űrhajó a Földnek csapódik, a fedélzetén xenomorfokkal. 

## Szereplők
Zárójelben a magyar szinkronhang feltüntetve.

### Főszereplő
- Sydney Chandler – Wendy, az első hibrid, Joe húga (Csuha Borbála)
  - Florence Bensberg Marcy – 11 éves, halálos beteg kislány, Wendy eredeti emberi alakja (Rácz Hajna)
- Alex Lawther – Joseph D. Hermit közlegény, a Prodigy Corporation biztonsági cég felcsere, Wendy bátyja (Moser Károly)
- Essie Davis – Dame Sylvia, a Prodigy Corporation alkalmazottja, Arthur felesége (Kisfalvi Krisztina)
- Samuel Blenkin – Boy Kavalier, a Prodigy Corporation milliárdos vezérigazgatója (Czető Roland)
- Babou Ceesay – Morrow, a Maginot űrhajó kiborg biztonsági tisztje (Pál Tamás)
- Adarsh Gourav – Slightly, hibrid (Baráth István)
  - Rishi Kuppa – Aarush, 12 éves, halálos beteg mumbai fiú, Slightly eredeti emberi alakja
- Erana James – Curly, hibrid (Csifó Dorina)
- Lily Newmark – Nibs, hibrid (Hermann Lilla)
- Jonathan Ajayi – Smee, hibrid (Seszták Szabolcs)
- David Rysdahl – Arthur Sylvia tudós, Dame férje (Fehér Tibor)
- Diêm Camille – Siberian, Prodigy Corporation katona (Bogdányi Titanilla)
- Moe Bar-El – Rashidi, Prodigy Corporation katona (Kádár-Szabó Bence)
- Adrian Edmondson – Atom Eins, a Prodigy Corporation idős alkalmazottja (Rosta Sándor)
- Timothy Olyphant – Kirsh, a Prodigy Corporation szintetikus vezető tudósa, Wendy mentora (Rajkai Zoltán)

## Fordítás
- Ez a szócikk részben vagy egészben  az   Alien: Earth című angol Wikipédia-szócikk ezen változatának fordításán alapul.  Az eredeti cikk szerkesztőit annak laptörténete sorolja fel. Ez a jelzés csupán a megfogalmazás eredetét és a szerzői jogokat jelzi, nem szolgál a cikkben szereplő információk forrásmegjelöléseként.